# Mead (Wisconsin)
Mead – miasto w Stanach Zjednoczonych, w stanie Wisconsin, w hrabstwie Clark.